# Свияжский район
Свияжский район (тат. Зөя районы, Zöyä rayonı, زۈيە رايونىٰ) — административно-территориальная единица Татарской АССР с 1927 по 1931 год.

## История
Образован 14 февраля 1927 года при упразднении Свияжского кантона. Административным центром Свияжского района был г. Свияжск. В состав района вошли Свияжск, Свияжская волость полностью, селения Куралово, Русское Бурнашево, Каинки, Клянчино, Малое Клянчино, Новое Малое Клянчино, Русское Макулово, деревня Малая, Татарское Макулово и Сеитово Макуловской волости.
20 октября 1931 года Свияжский район переименован в Верхнеуслонский с присоединением большей части упразднённого Теньковского района.